# Phera mirandensis
Phera mirandensis är en insektsart som beskrevs av Young 1968. Phera mirandensis ingår i släktet Phera och familjen dvärgstritar.
Artens utbredningsområde är Venezuela. Inga underarter finns listade i Catalogue of Life.